# Cosmarium variolatum
Cosmarium variolatum là một loài Song tinh tảo trong họ Desmidiaceae, thuộc chi Cosmarium.